# Котёночкин, Алексей Вячеславович
Алексе́й Вячесла́вович Котёночкин (род. 16 июня 1958, Москва) — советский и российский режиссёр-мультипликатор, художник-постановщик, сценарист.

## Биография
Родился 16 июня 1958 года в Москве.
В 1975—1980 годах учился в Строгановском училище. С 1982 года работает художником-постановщиком и режиссёром на студии «Союзмультфильм».
В 2005—2006 годах создал 19-й и 20-й выпуски «Ну, погоди!».

## Семья
- Отец — Вячеслав Котёночкин (1927—2000), знаменитый художник-мультипликатор, режиссёр, создатель «Ну, погоди!»
- Дочь — Екатерина Котёночкина, певица.
- Зять — Тимур Ведерников, российский музыкант, гитарист, продюсер.

## Фильмография

### Режиссёр
- 1989 — «Человек ниоткуда», сюжет киножурнала «Фитиль» № 323 (в титрах ошибочно указан, как В. Котёночкин)
- 1990 — «Чучело», сюжет киножурнала «Фитиль» № 332
- 1990 — «Весёлая карусель» № 22. «Военная тайна»
- 1994 — «Весёлая карусель» № 27. «Кто первый?»
- 2000 — «Весёлая карусель» № 32. «Два слона»
- 2005 — «Ну, погоди! (выпуск 19)»
- 2006 — «Ну, погоди! (выпуск 20)»
- 2012 — «Паровозик Тишка» (мультсериал)
- 2014 — «Чуки-Куки»
- 2014 — «Буба» (мультсериал) — 7, 9-11, 14, 16, 17, 19 серии
- 2016 — «Нильс» (мультсериал)
- 2017 — «Невероятные приключения Нильса» (мультсериал)
- 2019 — «Турбозавры» (мультсериал)
- 2019 — «Woof Meow» / «Гав-Мяу» (мультсериал)
- 2021 — «Команда Флоры» (мультсериал)
- 2022 — «Турбозавры, вперёд!»
- 2022 — «Лесные истории» (мультсериал)
- 2023 — «Турбозавры. Год Дракона»
- 2023 — «Турбозавры. Привет Сирена!»
- 2023 — «Турбозавры. Зимние приключения»
- 2023 — «Турбозавры. Перезагрузка»

### Сценарист
- 1990 — «Весёлая карусель» № 22. «Военная тайна»
- 1994 — «Весёлая карусель» № 27. «Кто первый?»
- 2012 — «Новый год» (мультфильм) из цикл «Куми-Куми»
- 2012 — «Паровозик Тишка» (мультсериал)
- 2015 — «Шмяк» (мультфильм) из цикл «Малышарики»
- 2015 — «Тима и Тома» (мультсериал) — 4, 6, 11, 17, 25, 39, 43 серии
- 2015 — «Непослушные»
- 2018 — «Ягодный пирог» (мультфильм) из цикл «Оранжевая корова»
- 2019 — «Турбозавры» (мультсериал)
- 2019 — «Woof Meow» / «Гав-Мяу» (мультсериал)
- 2022 — «Турбозавры, вперёд!»
- 2023 — «Турбозавры. Год Дракона»
- 2023 — «Турбозавры. Привет Сирена!»
- 2023 — «Турбозавры. Зимние приключения»
- 2023 — «Турбозавры. Перезагрузка»

### Художник-постановщик
- 1982 — «Старая пластинка»
- 1983 — «Попался, который кусался!»
- 1983 — «Обыкновенное чудо», сюжет киножурнала «Фитиль» № 253
- 1984 — «Брызги шампанского», сюжет киножурнала «Фитиль» № 266
- 1984 — «Очевидное-невероятное», сюжет киножурнала «Фитиль» № 269
- 1986 — «Весёлая карусель» № 18. «Под ёлкой»
- 1986 — «Воспоминания о будущем», сюжет киножурнала «Фитиль» № 287
- 1986 — «На всякий случай», сюжет киножурнала «Фитиль» № 292
- 1987 — «Волшебный перстень», сюжет киножурнала «Фитиль» № 298
- 1987 — «Средь бела дня», сюжет киножурнала «Фитиль» № 303
- 1988 — «Котёнок с улицы Лизюкова»
- 1988 — «Нечистая сила», сюжет киножурнала «Фитиль» № 315
- 1988 — «Остров ржавого генерала»
- 1989 — «Человек ниоткуда», сюжет киножурнала «Фитиль» № 323
- 1990 — «Весёлая карусель» № 22. «Военная тайна»
- 1990 — «Чучело», сюжет киножурнала «Фитиль» № 332
- 1991 — «Верное средство», сюжет киножурнала «Фитиль» № 353
- 1993 — «Ну, погоди! (выпуск 17)»
- 1993 — «Ну, погоди! (выпуск 18)»
- 1994 — «Весёлая карусель» № 27. «Кто первый?»

### Художник
- 1989 — «Клетка»
- 1992 — «Леато и Феофан: Партия в покер»
- 2023 — «Яга и книга заклинаний»